# Tour de France 2021/18. Etappe
Die 18. Etappe der Tour de France 2021 führte am 15. Juli 2021 über 129,7 Kilometer von Pau nach Luz Ardiden in den Pyrenäen. Sie war die dritte und letzte Etappe der Tour de France 2021, die mit einer Bergankunft endete. Bei Kilometer 81 begann der 17 Kilometer lange Anstieg zum Col du Tourmalet, auf dem der Sonderpreis Souvenir Jacques Goddet vergeben wurde. Die letzte Steigung nach Luz Ardiden begann 13,3 Kilometern vor dem Ziel. Beide Steigungen waren als Bergwertungen hors categorie klassifiziert.
Die ersten Drei der Gesamtwertung Tadej Pogačar (UAE Team Emirates), Jonas Vingegaard (Jumbo-Visma) und Richard Carapaz (Ineos Grenadiers) belegten in dieser Reihenfolge die ersten drei Plätze der Etappe und wiederholten damit den Einlauf des Vortags. Pogačar hatte dabei auf Vingegaard und Carapaz zwei Sekunden Vorsprung.

## Verlauf
Am Vorabend des Starts erfolgte im Teamhotel von Bahrain Victorious im Rahmen von polizeilichen Dopingermittlungen eine Razzia.
Eine erste Ausreißergruppe mit Matej Mohorič (Bahrain Victorious), Sean Bennett (Qhubeka–NextHash) und Christopher Juul-Jensen (BikeExchange), Julian Alaphilippe (Deceuninck-Quick-Step) und Pierre-Luc Périchon (Cofidis) wurde im Anstieg zum Tourmalet nach Konterangriffen aus dem Peloton gestellt. Den Bergpreis am Tourmalet gewann Pierre Latour (TotalEnergies) vor dem Gesamtelften David Gaudu (Groupama-FDJ), der sich in der Abfahrt von Latour absetzen konnte und erst in den letzten 10 Kilometern des Schlussanstiegs von der Feldspitze gestellt wurde, in welcher der Gesamtvierte Rigoberto Urán (EF Education-Nippo), der bereits drei Kilometer vor der Passhöhe des Tourmalet zurückgefallen war, fehlte. 3.400 Meter vor dem Ziel attackierte Pogačar, dem Carapaz, Vingegaard und sein Teamkollege Sepp Kuss sowie Enric Mas (Movistar) folgen konnten. Nach der Führungsarbeit von Kuss attackierte auf dem letzten Kilometer erfolglos Mas, bevor Pogačar seine beiden verbleibenden Begleiter im Sprint schlug.

## Ergebnis
| \| Etappenergebnis \| Etappenergebnis \| Etappenergebnis \| Etappenergebnis \| Etappenergebnis \| \| Fahrer \| Fahrer \| Land \| Team \| Zeit \| \| --------------- \| ------------------ \| ------------------ \| ---------------------- \| --------------- \| \| 1. \| Tadej Pogačar \| Slowenien \| UAE Team Emirates \| 3 h 33 min 45 s \| \| 2. \| Jonas Vingegaard \| Dänemark \| Jumbo-Visma \| + 2 s \| \| 3. \| Richard Carapaz \| Ecuador \| Ineos Grenadiers \| + 2 s \| \| 4. \| Enric Mas \| Spanien \| Movistar Team \| + 13 s \| \| 5. \| Daniel Martin \| Irland \| Israel Start-Up Nation \| + 24 s \| \| 6. \| Sepp Kuss \| Vereinigte Staaten \| Jumbo-Visma \| + 30 s \| \| 7. \| Sergio Higuita \| Kolumbien \| EF Education-Nippo \| + 33 s \| \| 8. \| Ben O’Connor \| Australien \| AG2R Citroën Team \| + 34 s \| \| 9. \| Wilco Kelderman \| Niederlande \| Bora-Hansgrohe \| + 34 s \| \| 10. \| Alejandro Valverde \| Spanien \| Movistar Team \| + 40 s \| |                    |                    |                        |                 |
| |                    |                    |                        |                 |
| Quelle: ProCyclingStats |                    |                    |                        |                 |
| Etappenergebnis |                    |                    |                        |                 |
| Fahrer | Fahrer             | Land               | Team                   | Zeit            |
| 1. | Tadej Pogačar      | Slowenien          | UAE Team Emirates      | 3 h 33 min 45 s |
| 2. | Jonas Vingegaard   | Dänemark           | Jumbo-Visma            | + 2 s           |
| 3. | Richard Carapaz    | Ecuador            | Ineos Grenadiers       | + 2 s           |
| 4. | Enric Mas          | Spanien            | Movistar Team          | + 13 s          |
| 5. | Daniel Martin      | Irland             | Israel Start-Up Nation | + 24 s          |
| 6. | Sepp Kuss          | Vereinigte Staaten | Jumbo-Visma            | + 30 s          |
| 7. | Sergio Higuita     | Kolumbien          | EF Education-Nippo     | + 33 s          |
| 8. | Ben O’Connor       | Australien         | AG2R Citroën Team      | + 34 s          |
| 9. | Wilco Kelderman    | Niederlande        | Bora-Hansgrohe         | + 34 s          |
| 10. | Alejandro Valverde | Spanien            | Movistar Team          | + 40 s          |

## Gesamtstände
| \| Gesamtwertung \| Gesamtwertung \| Gesamtwertung \| Gesamtwertung \| Gesamtwertung \| \| Fahrer \| Fahrer \| Land \| Team \| Zeit \| \| ------------- \| ---------------- \| ------------- \| ------------------- \| ---------------- \| \| 1. \| Tadej Pogačar \| Slowenien \| UAE Team Emirates \| 75 h 00 min 02 s \| \| 2. \| Jonas Vingegaard \| Dänemark \| Jumbo-Visma \| + 5 min 45 s \| \| 3. \| Richard Carapaz \| Ecuador \| Ineos Grenadiers \| + 5 min 51 s \| \| 4. \| Ben O’Connor \| Australien \| AG2R Citroën Team \| + 8 min 18 s \| \| 5. \| Wilco Kelderman \| Niederlande \| Bora-Hansgrohe \| + 8 min 50 s \| \| 6. \| Enric Mas \| Spanien \| Movistar Team \| + 10 min 11 s \| \| 7. \| Alexei Luzenko \| Kasachstan \| Astana-Premier Tech \| + 11 min 22 s \| \| 8. \| Guillaume Martin \| Frankreich \| Cofidis \| + 12 min 46 s \| \| 9. \| Pello Bilbao \| Spanien \| Bahrain Victorious \| + 13 min 48 s \| \| 10. \| Rigoberto Urán \| Kolumbien \| EF Education-Nippo \| + 16 min 25 s \| |                  |             |                     |                  |
| |                  |             |                     |                  |
| Quelle: ProCyclingStats |                  |             |                     |                  |
| Gesamtwertung |                  |             |                     |                  |
| Fahrer | Fahrer           | Land        | Team                | Zeit             |
| 1. | Tadej Pogačar    | Slowenien   | UAE Team Emirates   | 75 h 00 min 02 s |
| 2. | Jonas Vingegaard | Dänemark    | Jumbo-Visma         | + 5 min 45 s     |
| 3. | Richard Carapaz  | Ecuador     | Ineos Grenadiers    | + 5 min 51 s     |
| 4. | Ben O’Connor     | Australien  | AG2R Citroën Team   | + 8 min 18 s     |
| 5. | Wilco Kelderman  | Niederlande | Bora-Hansgrohe      | + 8 min 50 s     |
| 6. | Enric Mas        | Spanien     | Movistar Team       | + 10 min 11 s    |
| 7. | Alexei Luzenko   | Kasachstan  | Astana-Premier Tech | + 11 min 22 s    |
| 8. | Guillaume Martin | Frankreich  | Cofidis             | + 12 min 46 s    |
| 9. | Pello Bilbao     | Spanien     | Bahrain Victorious  | + 13 min 48 s    |
| 10. | Rigoberto Urán   | Kolumbien   | EF Education-Nippo  | + 16 min 25 s    |

| Punktewertung | Punktewertung      | Punktewertung          | Punktewertung         | Punktewertung |
| Fahrer        | Fahrer             | Land                   | Team                  | Punkte        |
| ------------- | ------------------ | ---------------------- | --------------------- | ------------- |
| 1.            | Mark Cavendish     | Vereinigtes Königreich | Deceuninck-Quick Step | 298 P.        |
| 2.            | Michael Matthews   | Australien             | BikeExchange          | 260 P.        |
| 3.            | Sonny Colbrelli    | Italien                | Bahrain Victorious    | 208 P.        |
| 4.            | Jasper Philipsen   | Belgien                | Alpecin-Fenix         | 184 P.        |
| 5.            | Julian Alaphilippe | Frankreich             | Deceuninck-Quick Step | 155 P.        |
| 6.            | Tadej Pogačar      | Slowenien              | UAE Team Emirates     | 146 P.        |
| 7.            | Michael Mørkøv     | Dänemark               | Deceuninck-Quick Step | 112 P.        |
| 8.            | Wout van Aert      | Belgien                | Jumbo-Visma           | 101 P.        |
| 9.            | Matej Mohorič      | Slowenien              | Bahrain Victorious    | 98 P.         |
| 10.           | Jonas Vingegaard   | Dänemark               | Jumbo-Visma           | 88 P.         |

| Bergwertung | Bergwertung      | Bergwertung | Bergwertung            | Bergwertung |
| Fahrer      | Fahrer           | Land        | Team                   | Punkte      |
| ----------- | ---------------- | ----------- | ---------------------- | ----------- |
| 1.          | Tadej Pogačar    | Slowenien   | UAE Team Emirates      | 107 P.      |
| 2.          | Wout Poels       | Niederlande | Bahrain Victorious     | 88 P.       |
| 3.          | Jonas Vingegaard | Dänemark    | Jumbo-Visma            | 82 P.       |
| 4.          | Michael Woods    | Kanada      | Israel Start-Up Nation | 72 P.       |
| 5.          | Wout van Aert    | Belgien     | Jumbo-Visma            | 68 P.       |
| 6.          | Nairo Quintana   | Kolumbien   | Arkéa-Samsic           | 66 P.       |
| 7.          | Richard Carapaz  | Ecuador     | Ineos Grenadiers       | 56 P.       |
| 8.          | Ben O’Connor     | Australien  | AG2R Citroën Team      | 44 P.       |
| 9.          | Bauke Mollema    | Niederlande | Trek-Segafredo         | 41 P.       |
| 10.         | David Gaudu      | Frankreich  | Groupama-FDJ           | 41 P.       |

| Nachwuchswertung | Nachwuchswertung       | Nachwuchswertung       | Nachwuchswertung   | Nachwuchswertung  |
| Fahrer           | Fahrer                 | Land                   | Team               | Zeit              |
| ---------------- | ---------------------- | ---------------------- | ------------------ | ----------------- |
| 1.               | Tadej Pogačar          | Slowenien              | UAE Team Emirates  | 75 h 00 min 02 s  |
| 2.               | Jonas Vingegaard       | Dänemark               | Jumbo-Visma        | + 5 min 45 s      |
| 3.               | David Gaudu            | Frankreich             | Groupama-FDJ       | + 18 min 42 s     |
| 4.               | Aurélien Paret-Peintre | Frankreich             | AG2R Citroën Team  | + 37 min 21 s     |
| 5.               | Sergio Higuita         | Kolumbien              | EF Education-Nippo | + 1 h 03 min 01 s |
| 6.               | Valentin Madouas       | Frankreich             | Groupama-FDJ       | + 2 h 08 min 44 s |
| 7.               | Mark Donovan           | Vereinigtes Königreich | Team DSM           | + 2 h 11 min 10 s |
| 8.               | Neilson Powless        | Vereinigte Staaten     | EF Education-Nippo | + 2 h 12 min 14 s |
| 9.               | Jonas Rutsch           | Deutschland            | EF Education-Nippo | + 2 h 44 min 49 s |
| 10.              | Brandon McNulty        | Vereinigte Staaten     | UAE Team Emirates  | + 2 h 50 min 15 s |

| Mannschaftswertung | Mannschaftswertung  | Mannschaftswertung           | Mannschaftswertung |
| Team               | Team                | Land                         | Zeit               |
| ------------------ | ------------------- | ---------------------------- | ------------------ |
| 1.                 | Bahrain Victorious  | Bahrain                      | 225 h 42 min 33 s  |
| 2.                 | EF Education-Nippo  | Vereinigte Staaten           | + 40 min 30 s      |
| 3.                 | Ineos Grenadiers    | Vereinigtes Königreich       | + 1 h 09 min 16 s  |
| 4.                 | AG2R Citroën Team   | Frankreich                   | + 1 h 09 min 51 s  |
| 5.                 | Jumbo-Visma         | Niederlande                  | + 1 h 14 min 30 s  |
| 6.                 | Bora-Hansgrohe      | Deutschland                  | + 1 h 33 min 09 s  |
| 7.                 | Movistar Team       | Spanien                      | + 1 h 40 min 32 s  |
| 8.                 | Astana-Premier Tech | Kasachstan                   | + 2 h 00 min 57 s  |
| 9.                 | UAE Team Emirates   | Vereinigte Arabische Emirate | + 2 h 22 min 07 s  |
| 10.                | Trek-Segafredo      | Vereinigte Staaten           | + 2 h 22 min 25 s  |